# Ryuji Ito
Pour les articles homonymes, voir Ito.
Ryuji Ito (伊東 竜二, Itō Ryūji) (né le 8 avril 1976) est un catcheur japonais actuellement en contrat avec la Big Japan Pro Wrestling dans la division des deathmatchs. Il est surtout connu pour son style de catch hardcore.

## Carrière

### Big Japan Pro Wrestling(1999-présent)
Ryuji Ito fait de la boxe au lycée. Il quitte la Faculté d’ingénierie de l'université d'Ibaraki et rejoint la Big Japan Pro Wrestling en 1998.
Il y adopte une gimmick qui rappelle le personnage Liu Kang de Mortal Kombat, et participa à de nombreux deathmatchs. Il commence à se battre dans la division des deathmatchs au printemps 2003 et remporte son premier championnat BJW Deathmatch Heavyweight (en) en août. Il perd le titre face à Abdullah Kobayashi en décembre 2005.

### Nouveau titre et blessure
Il remporte une nouvelle fois le BJW Deathmatch Heavyweight Championship détenu par Takashi Sasaki lors d'un tournoi le 10 septembre 2006, dans un match revanche de l'année précédente qu'avait remporté Sasaki pour devenir le 19e tenant du titre. Cependant, Ito se blesse en voulant porter un dragon splash du haut d'une cage de 4 mètres. Il subit une dislocation de l'épaule et une fracture du tibia droits et est hospitalisé immédiatement. Les opérations réussissent, mais il est hors du ring pour une longue période. Il doit rendre le titre et affirme qu'il a tout donné dans ce match, mais regrette de ne pas avoir réussi à supporter les dommages qu'un catcheur hardcore devrait pouvoir s'infliger. Lors d'une interview ultérieure, il explique que la fixation sur le dessus de la cage n'était pas serrée, pour permettre un démontage plus facile, et qu'elle n'a pas permis aux parois de rester ensemble, et c'est cela qui lui a fait perdre l'équilibre.

### Retour de blessure
Lors d’une conférence de presse tenue en février 2007, il annonce qu’il fera son retour au Korakuen Hall le 14 mars. Il participe, alors, à un Six Man Tag Team Barbed Wire Boards Death Match.
En 2008, Ito se rend aux États-Unis pour participer au tournoi des Masters of Pain de l'Independent Wrestling Association East Coast (IWA East Coast), où il perd face à Thumbtack Jack en finale après avoir battu Drake Younger et Danny Havoc (en). Il travaille également à la Chikara pour le spectacle Global Gauntlet la même année, où il vainc Mike Quackenbush (en).

## Apparitions dans d'autres médias
Ryuji Ito apparaît en tant que personnage jouable le jeu vidéo Backyard Wrestling 2: There Goes the Neighborhood,, et dans son propre rôle aux côtés de Daisuke Sekimoto, Abdullah Kobayashi, Takashi Sasaki et Jaki Numazawa dans le film Dirty Sanchez: The Movie (en) sorti en 2006. Ils exécutent des prises de catch sur les trois protagonistes principaux.

## Jeux vidéo
| Année de sortie | Titre                                             | Nom de ring | Consoles            |
| --------------- | ------------------------------------------------- | ----------- | ------------------- |
| 2005            | Fire Pro Wrestling 2                              | Ryuji Ito   | Game Boy Advance    |
| 2004            | Backyard Wrestling 2: There Goes the Neighborhood | Ryuji Ito   | PlayStation 2, Xbox |
| 2005            | Fire Pro Wrestling Returns                        | Ryuji Ito   | PlayStation 2       |

## Filmographie
- 2004 : Otôsan no backdrop (ja)
- 2006 : Dirty Sanchez: The Movie (en) : lui-même

## Palmarès
- Big Japan Pro Wrestling
  - BJW Deathmatch Heavyweight Championship (en) (7 fois)
  - BJW Tag Team Championship (en) (2 fois) - avec BADBOY Hido (en) (1) et Abdullah Kobayashi (1)
  - WEW Hardcore Tag Team Championship (en) (1 fois) - avec Daisaku Shimoda
  - Yokohama Shopping Street 6-Man Tag Team Championship (en) (2 fois) - avec Kankuro Guy et Tiger Ten (1) et Daisuke Sekimoto et Jaki Numazawa (1)
  - Vainqueur du tournoi Ikkitousen Deathmatch Survivor (en) de 2013
- Combat Zone Wrestling
  - Vainqueur du Triangle of Ultraviolence (2011)[10]
- Dramatic Dream Team
  - DDT KO-D Tag Team Championship (1 fois) - avec Sanshiro Takagi (en)

## Récompenses des magazines
- Japan Indie Awards
  - Récompense pour le meilleur combat en 2016 - contre Kankuro Hoshino le 24 juillet[11]

| Année | 2006 |
| ----- | ---- |
| Rang  | 400  |

- Tokyo Sports
  - Récompense pour le meilleur match (en) en 2009 - contre Jun Kasai le 20 novembre[13]
- Westside Xtreme Wrestling
  - Vainqueur du Messengers Of Death Tournament[14]